# 熱海運輸区
熱海運輸区（あたみうんゆく）は、静岡県熱海市にかつて存在した東日本旅客鉄道（JR東日本）横浜支社の運転士・車掌が所属する組織である。1995年（平成7年）3月25日に発足した。2022年6月30日限りで廃止し、現在は小田原・伊豆統括センター熱海事務所。

## 車掌乗務範囲
- 東海道本線：東京〜熱海間
- 伊東線：熱海〜伊東間
- 特急踊り子：東京〜熱海・伊東間
- 特急湘南：東京〜小田原間(下りのみ)、小田原～新宿間(上りのみ)
- 湘南新宿ライン：新宿〜小田原間

## 運転士乗務範囲
- 東海道本線：東京〜熱海間
- 伊東線：熱海〜伊東間
- 湘南新宿ライン：新宿〜小田原間
- 特急踊り子、特急サフィール踊り子:東京〜伊東
- 快速ムーンライトながら(廃止済)

かつては、JR東日本の乗務員によるJR東海管内の沼津までの越境乗務があったが、廃止されている。